# Erasístrat
|  | Per a altres significats, vegeu «Erasístrat de Sició». |

Erasístrat (grec antic: Ἐρασίστρατος, llatí: Erasistratus) fou un famós metge i anatomista grec, probablement nascut a Iulis, a l'illa de Ceos, vers el 304 aC. Plini el Vell diu que era net d'Aristòtil per la seva filla Píties, però segons la Suïda era fill de Cretoxena, germana del metge Medi, i de Cleombrot.
Fou deixeble de Crisip de Cnidos. Va viure a la cort de Seleuc I Nicàtor, en què va adquirir gran reputació en descobrir la malaltia d'Antíoc, el príncep hereu, vers el 294 aC. Seleuc, ja vell, s'havia casat amb la jove i guapa Estratonice, filla de Demetri Poliorcetes, amb la qual va tenir un fill, però després Antíoc es va enamorar de la seva madrastra Estratonice i no va revelar el seu desig; es va posar malalt i els metges no aconseguien endevinar què tenia, però Erasístrat, en veure que no tenia cap mal físic, va començar a buscar en la ment, i va observar que el pols li anava més ràpidament quan la seva madrastra era prop i li canviava el color de la cara; li va comunicar al rei que el fill tenia una malaltia incurable perquè era mal d'amor i amb una dama inaccessible; el rei va dir que no hi havia cap dona inaccessible per al fill del rei, i Erasístrat li va dir que n'hi havia una, la seva pròpia dona. Seleuc li va donar la seva dona al seu fill i el govern d'algunes províncies.
Més tard, va viure a Alexandria, on començava a haver-hi una anomenada escola de medicina i va exercir fins a avançada edat; en aquestos anys, va continuar estudiant anatomia i va fer experiments i investigacions fins al punt que es diu que va dissecar criminals vius. Es va morir probablement a Jònia, ja que fou enterrat al mont Mícale. Segons Eusebi, vivia encara al 258 aC.
Va tenir nombrosos deixebles i una escola de medicina amb el seu nom va continuar existint fins al començament del segle i. De la seva escola foren Apemantes, Apol·loni de Memfis, Artemidor, Caridem, Crisip, Heraclides, Hermògenes de Tricca, Hicesi, Marcial, Menòdor, Ptolemeu, Estrató i Xenofont. Va escriure nombrosos llibres d'anatomia, medicina i farmàcia, dels quals només es conserva el títol i alguns fragments preservats per Galè i Celi Aurelià. Es creu que fou l'inventor del mot tràquea.